# Марусенкове
Мару́сенкове — село в Україні, у Лебединській міській громаді Сумського району Сумської області. Населення становить 11 осіб. До 2020 орган місцевого самоврядування — Павленківська сільська рада.

## Географія
Село Марусенкове знаходиться на одному з витоків річки Грунь. На відстані 1 км розташовані села Слобода, Бойки і Букати.

## Історія
12 червня 2020 року, відповідно до Розпорядження Кабінету Міністрів України № 723-р «Про визначення адміністративних центрів та затвердження територій територіальних громад Сумської області» увійшло до складу Лебединської міської громади.
19 липня 2020 року, після ліквідації Лебединського району, село увійшло до Сумського району.